# Сондецький Бескид
49°27′ пн. ш. 20°45′ сх. д. / 49.45° пн. ш. 20.75° сх. д.

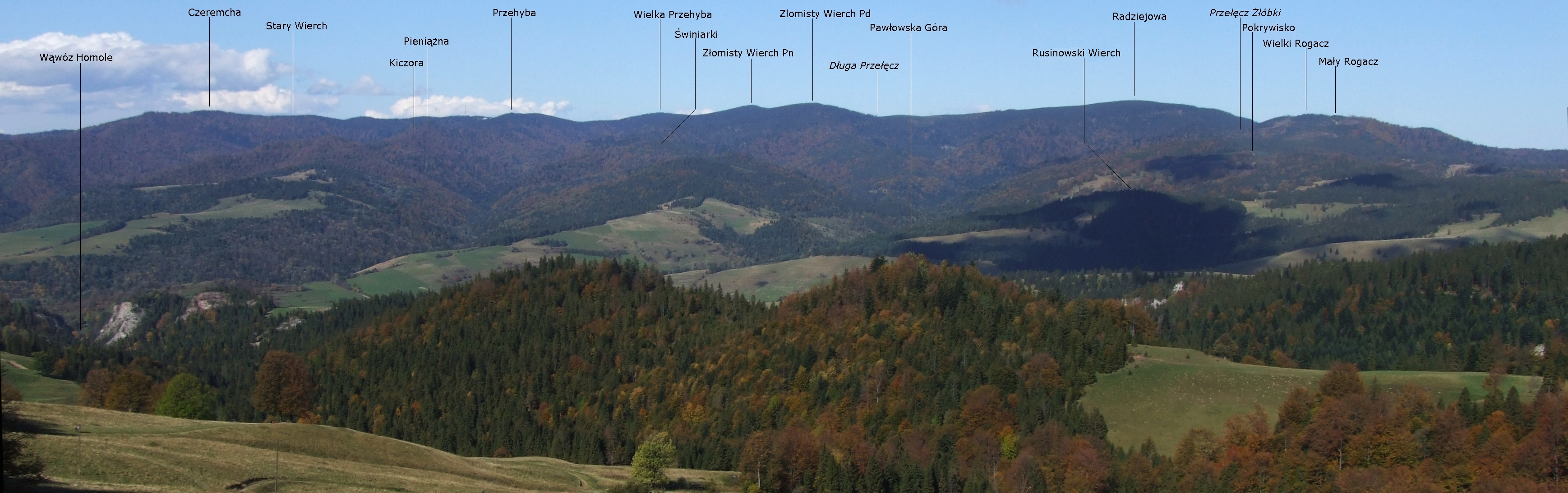
Хребет Радзейова

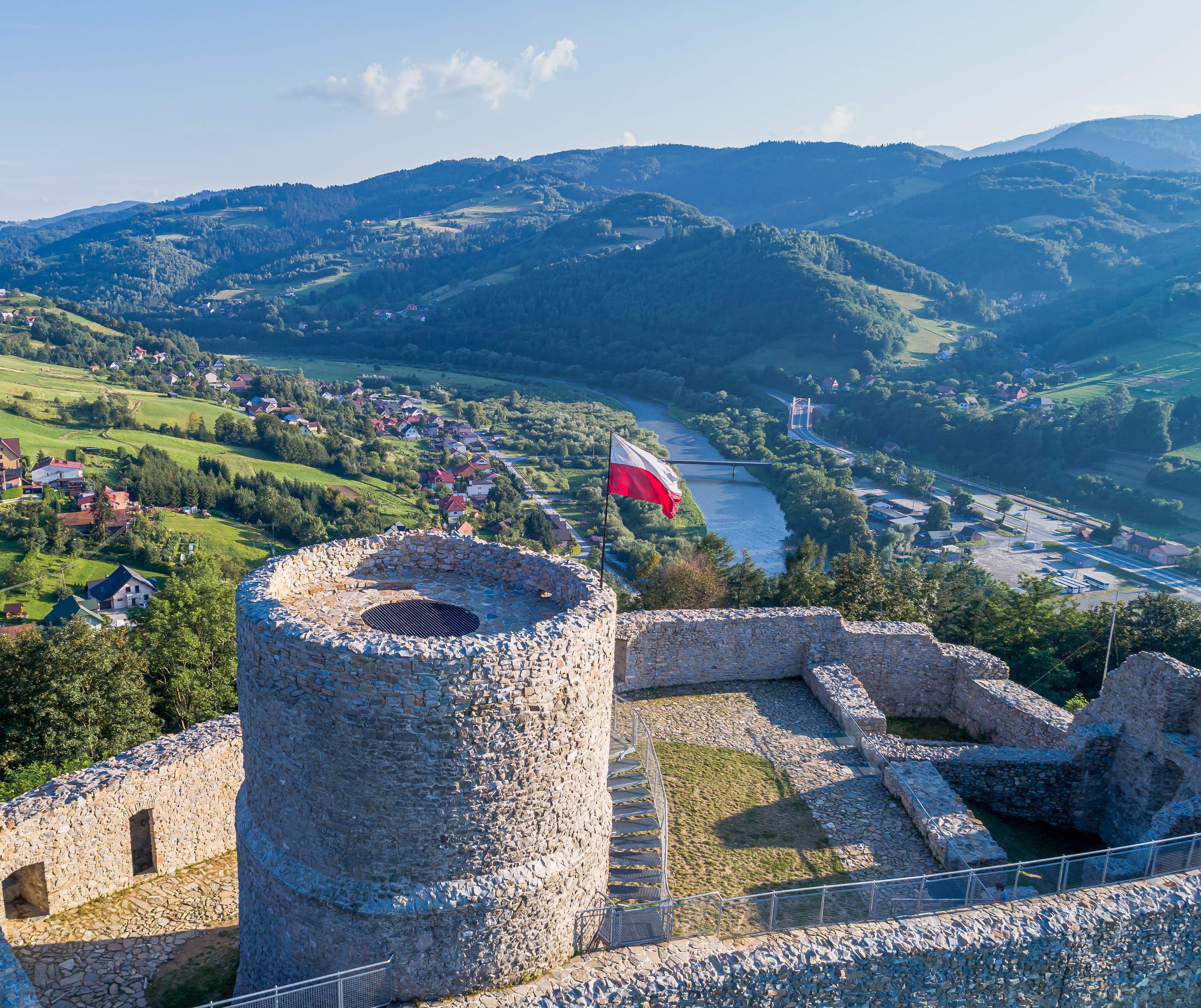
Панорама Сондецького Бескиду із Ритрівського замку

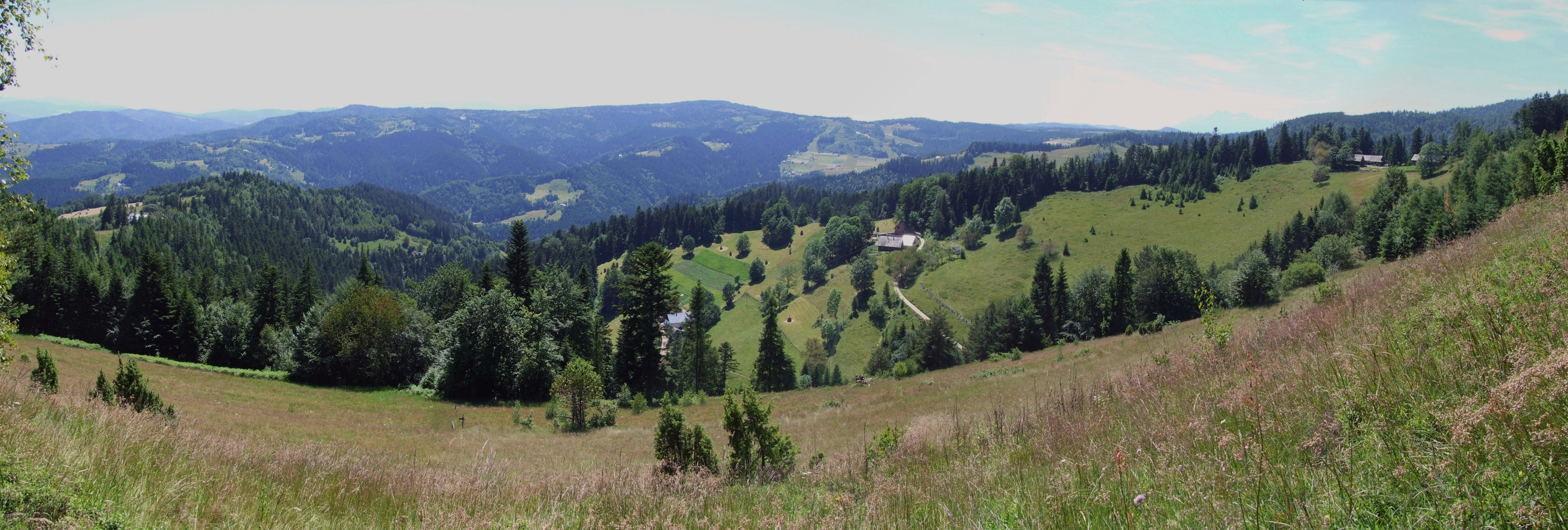
Вид на Явожинський хребет

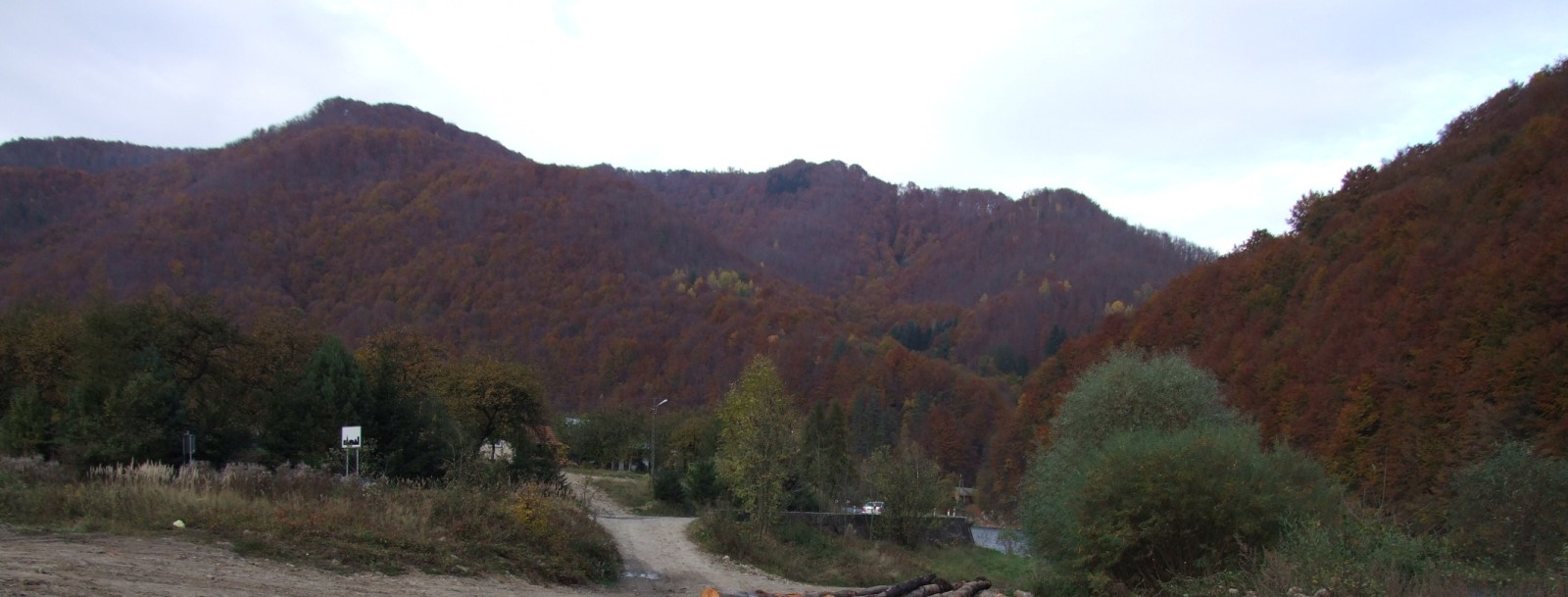
Осінь у Сондецькому Бескиді (ущелина річки Дунаєць у Тильмановій)

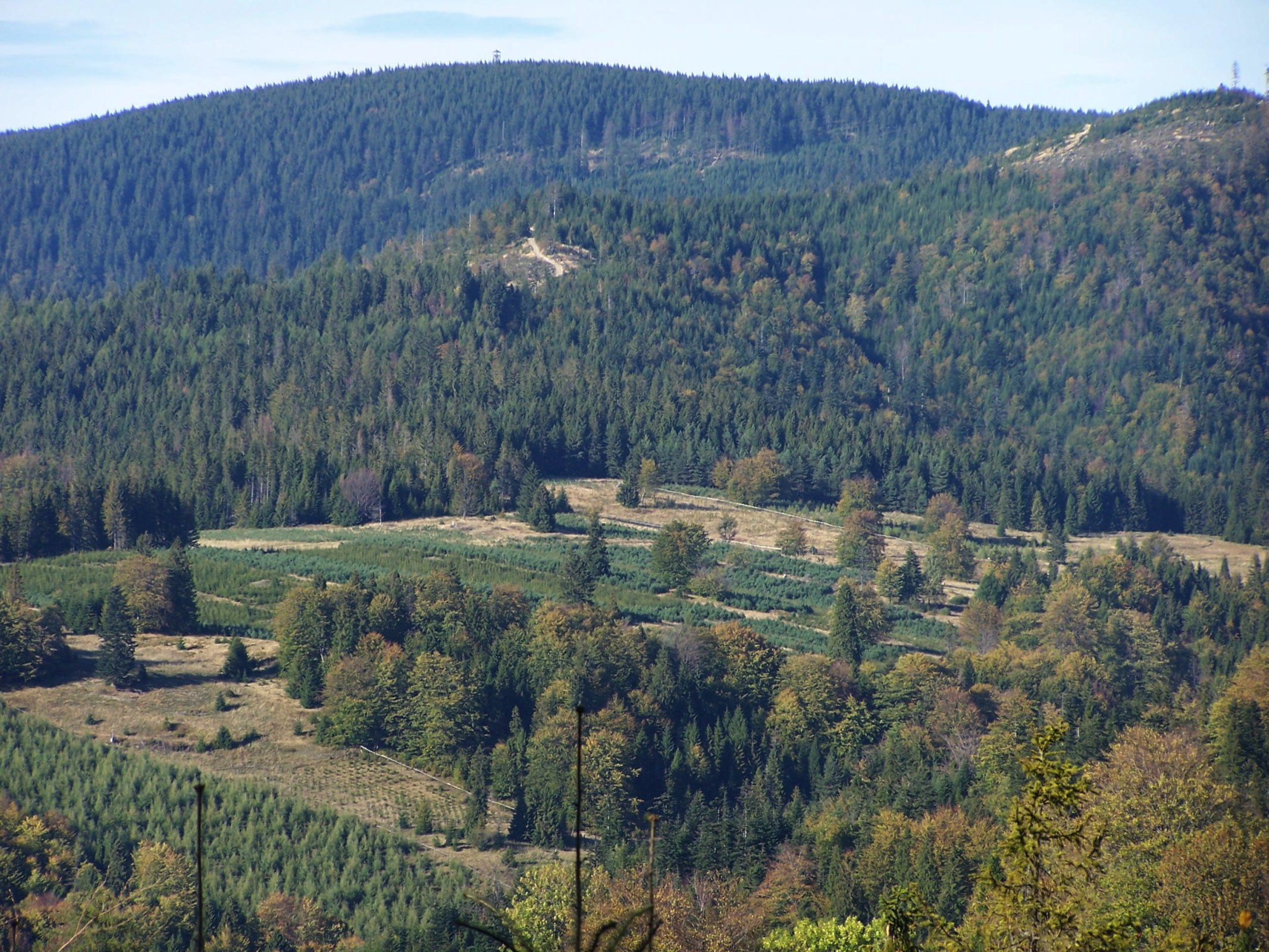
Масив Радзейова

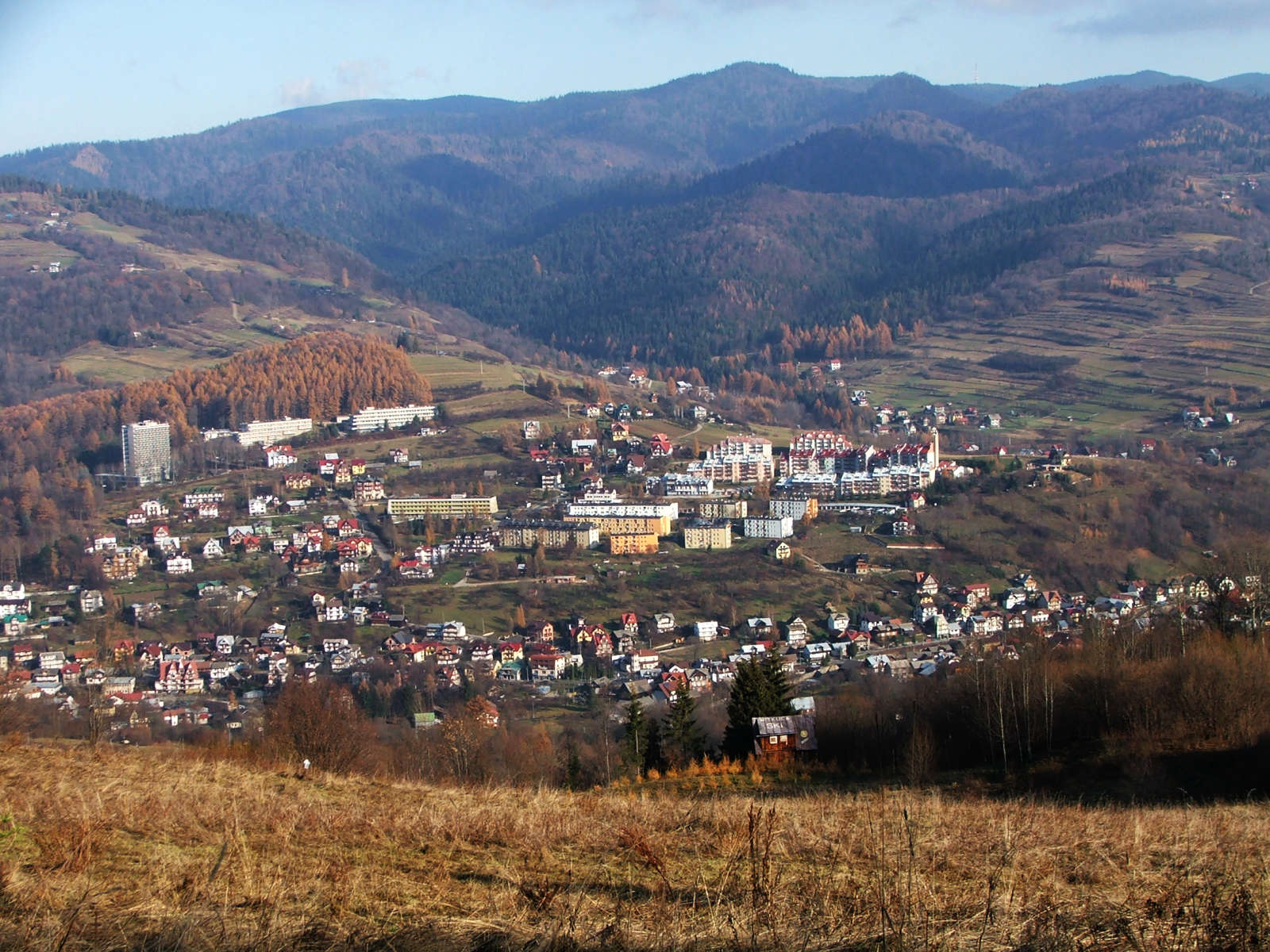
Вид на Сондецький Бескид з Малих П'єнин. Біля підніжжя Щавниці

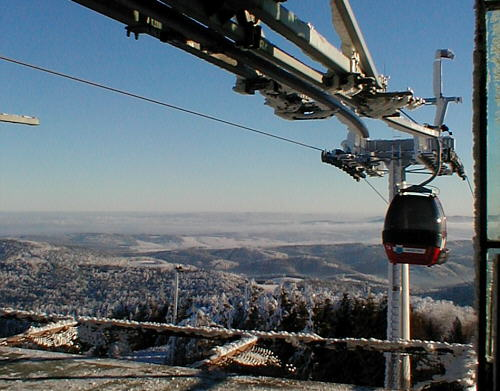
Гондольний підіймач до Явожини

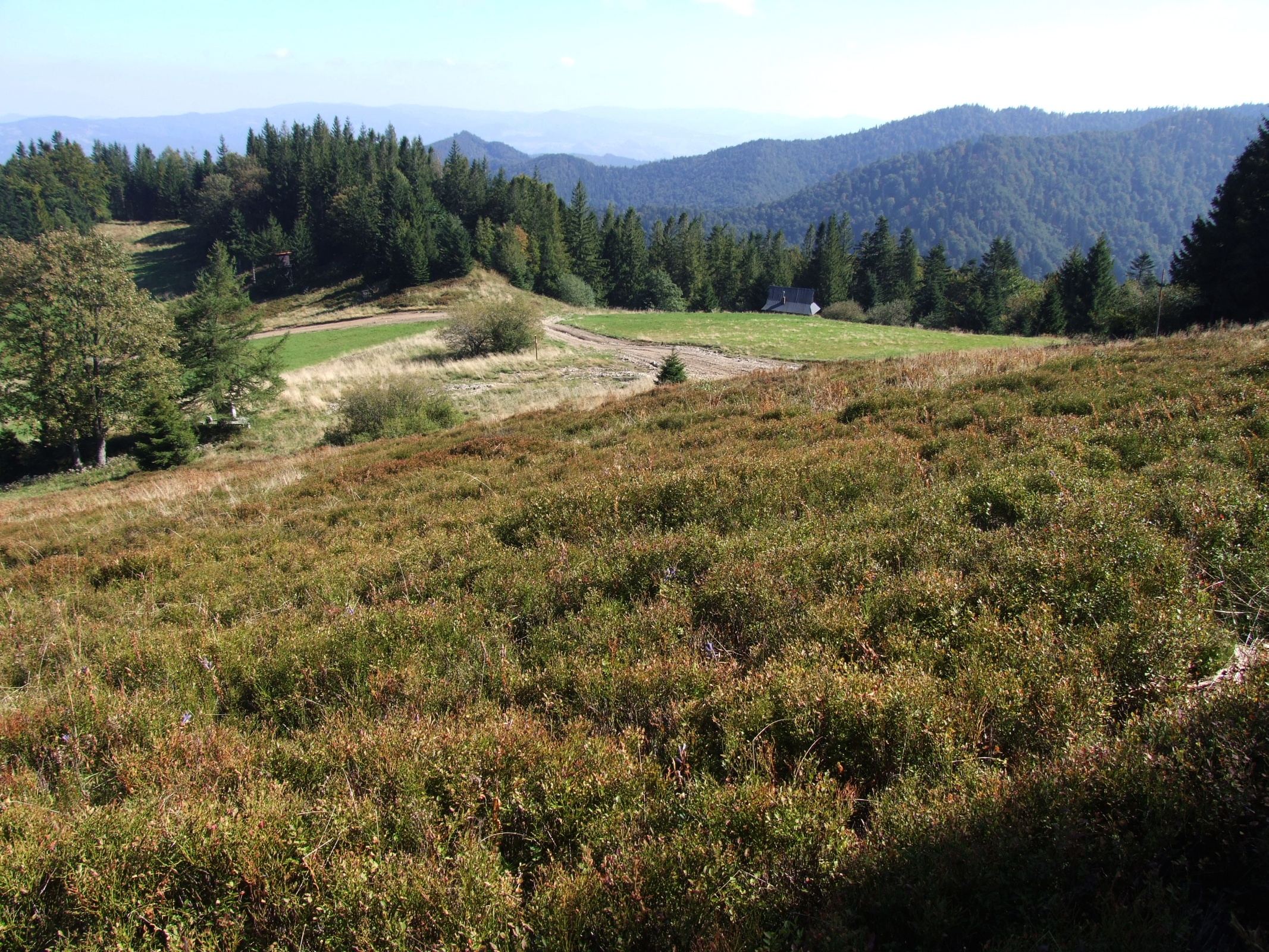
Гала Конєчна

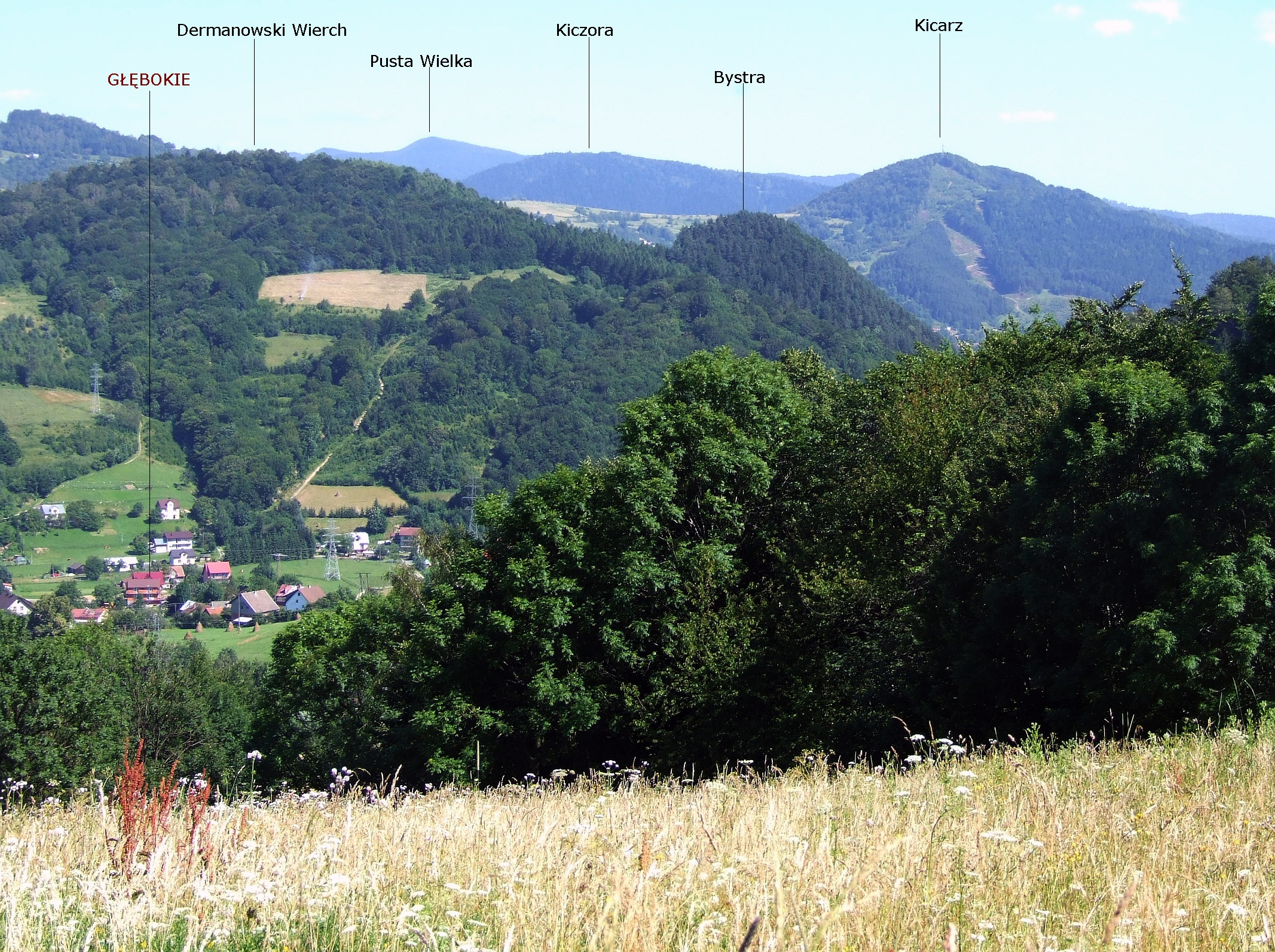
Долина Попрад та фрагмент Явожинського хребта

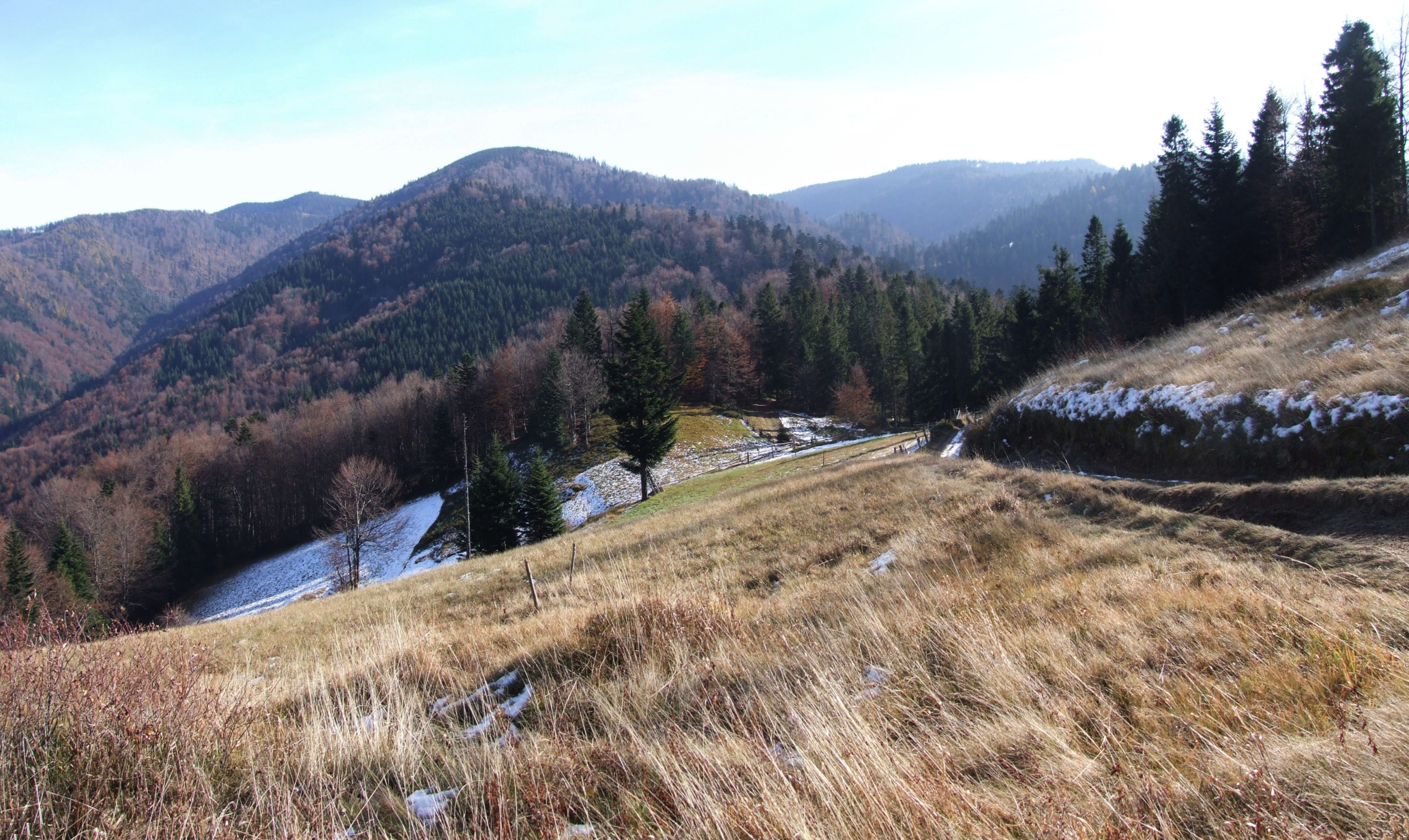
Герсьльова галявина

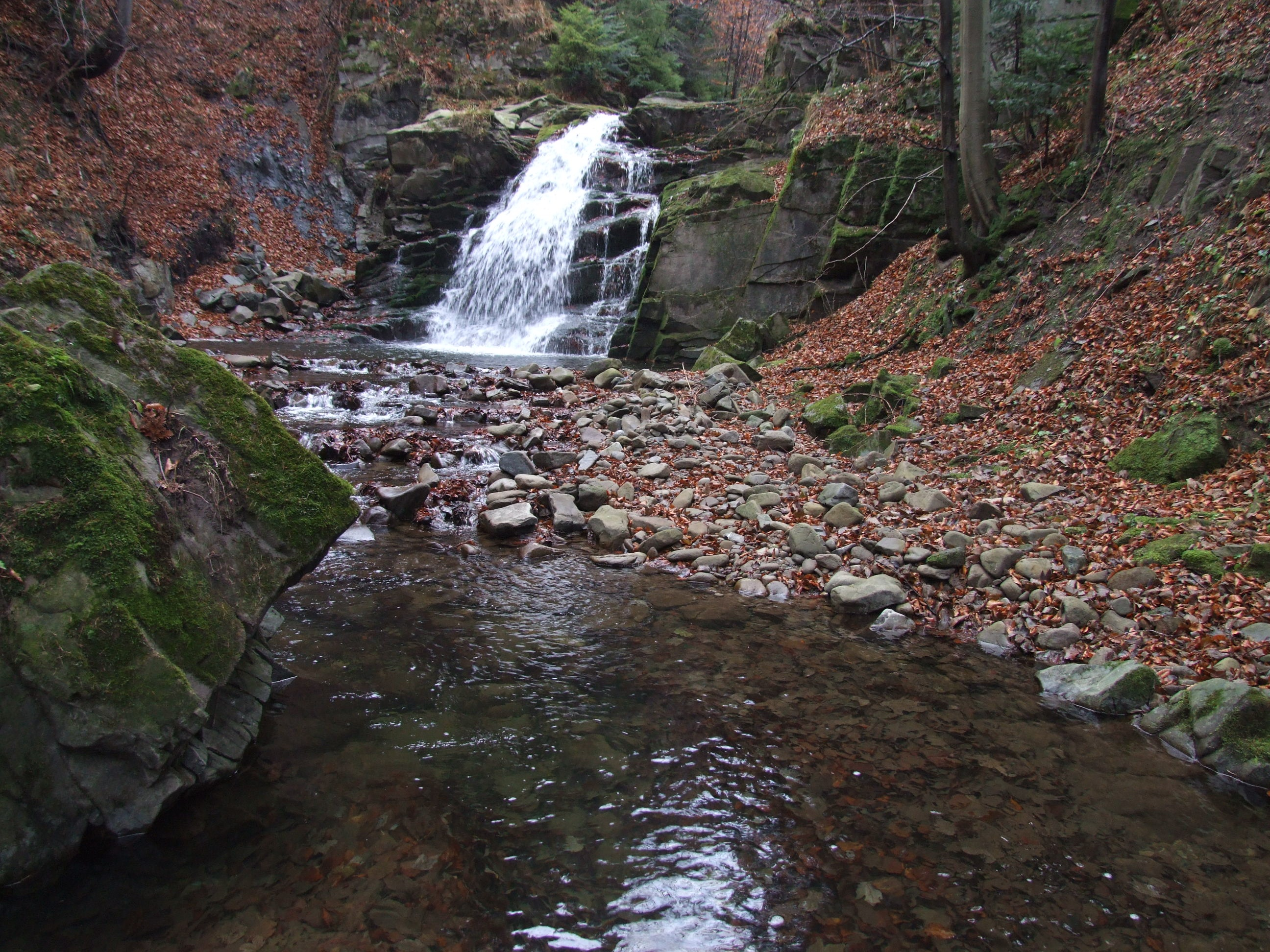
Великий водоспад

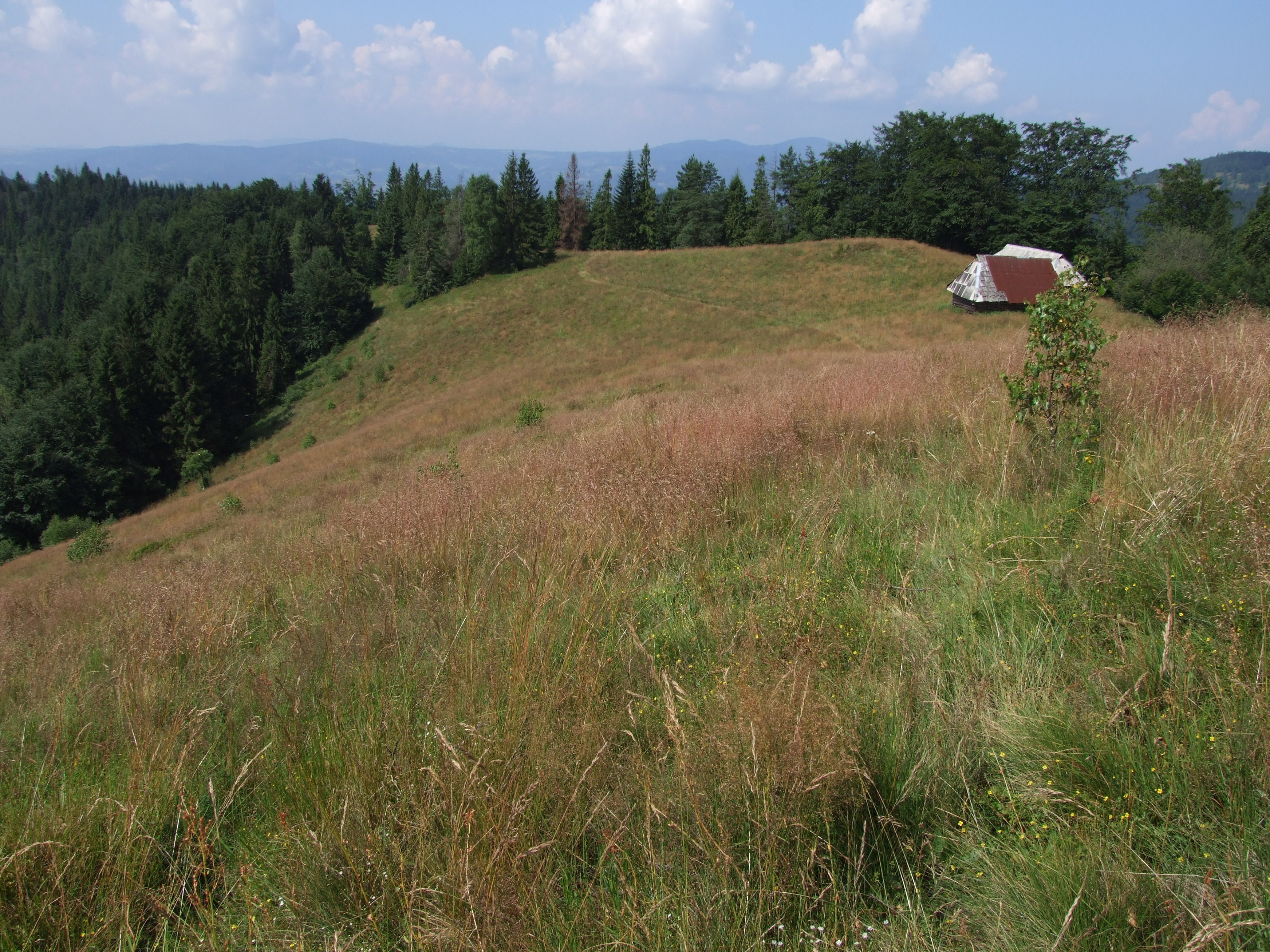
Покинутий будинок у галявині Скотарка

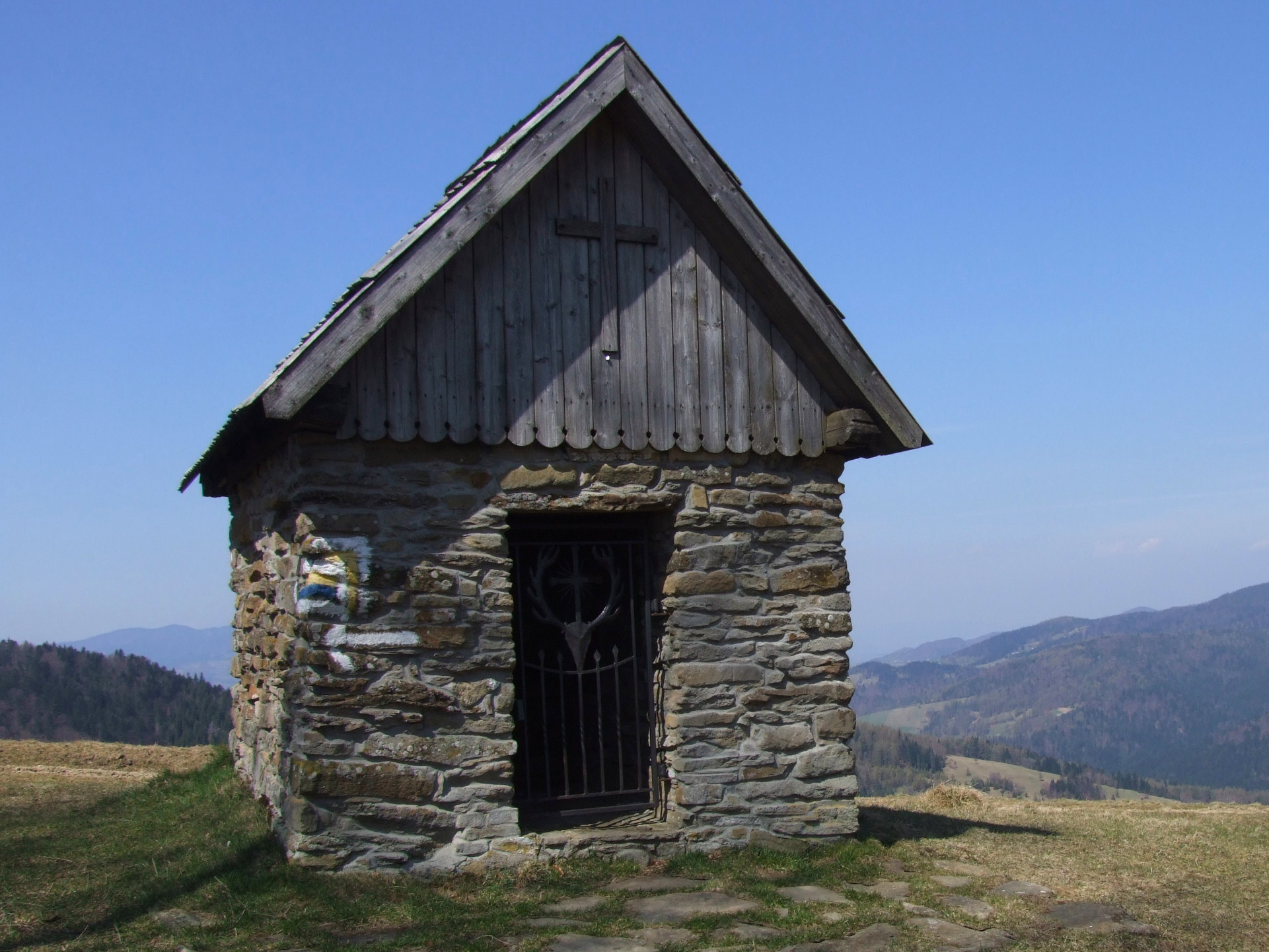
Каплиця під Явожинкою

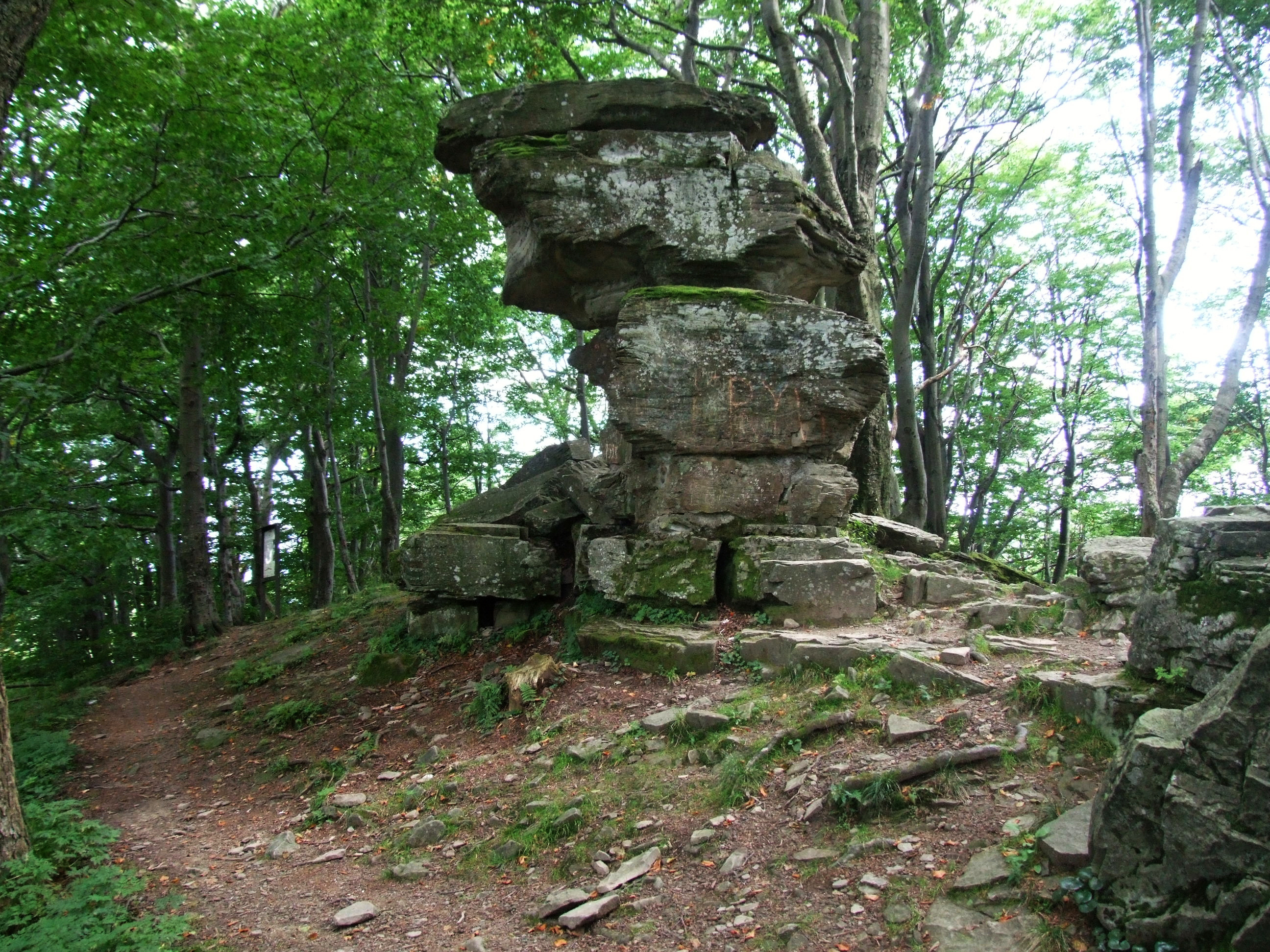
Чортів камінь на Явожині Криницькій

Сондецький Бескид (пол. Beskid Sądecki, слов. Любовнянська височина; 513.54) — гірський масив у Західних Карпатах, що належить до Західних Бескидів. Лежить частково в Польщі, частково у Словаччині. У межах Польщі займає площу приблизно 670 км², між річкою Дунаєць на заході та долинами річок Кам'яниці, Мохначки, Мушинки та Тилицького перевалу (688 м) на сході. Найвища вершина — Радзейова (1266 м). Гори утворені флішем.

## Номенклатура
Приблизно до 1918 року використовувалася назва Надпопрадський Бескид. Після того, як встановлено кордони між Польщею та Чехословаччиною, у Польщі використовувалася назва Сондецький Бескид, а в Чехословаччині — Любовнянська височина. Є думка серед польських вчених, що відновлення назви Надпопрадський Бескид було б найкращим рішенням, оскільки ця назва є політично нейтральною, а нова номенклатура викликає багато неоднозначностей. На думку словацьких географів, Сондецький Бескид (але в дещо інших межах) є Любовнянською височиною. Цей погляд також поділяють деякі польські автори, зокрема у фізико-географічному районуванні Єжи Кондрацького Любовнянська височина трактується як словацька назва всього Сондецького Бескиду. Деякі польські автори називають східну, словацьку частину хребта Радзейова Любовельськими горами; також використовується назва Любовлянське передгір'я. На думку цих польських авторів, назви «Хребет Радзейова» та «Любовлянські гори» пов'язані лише з державним кордоном, але насправді це одне гірське пасмо. Цього погляду не поділяють інші польські автори, які розглядають Словацький гірський хребет як окремий фізико-географічний регіон.

## Топографія
Сондецький Бескид включає три гірські хребти:
- Явожинський хребет
- Хребет Радзейова
- Лелуховські гори

Розлога долина Попрада поділяє його на дві групи. На північно-східній та східній стороні річки Попрад простягаються Явожинський хребет та Лелуховські гори, на південно-західній та західній стороні — хребет Радзейова, який лежить у межах Польщі, та Словацький хребет. Словацький гірський хребет деякі польські автори називають Любовельськими горами, за словацькою назвою Ľubovnianska vrchovina, яка, однак, на думку словацьких географів, стосується іншої території ніж та, яку позначають деякі польські автори. На думку цих польських авторів, назви «Хребет Радзейова» та «Любовельські гори» пов'язані лише з державним кордоном, але насправді це один хребет. Цього погляду не поділяють інші польські автори. Більше того, у фізико-географічному районуванні Кондрацького, Любовнянська верховина трактується як словацька назва всього Сондецького Бескиду. Умовний кордон між хребтом Радзейова та Словацьким хребтом проходить від річки Попрад через долину річки Черч, через перевал Громадзка та долину потоку Велькі Липнік.
У хребті Радзейова лежать найвища вершина всього Сондецького Бескиду — однойменна гора Радзейова, а також решта вершин регіону, що перевищують 1200 м. У Явожинському хребті лише Явожина Криницька (1114 м) і Велика Букова (1104 м) вищі за 1100 м.
Обидві частини Сондецького Бескиду мають характер витягнутих гірських пасом, що складаються з головного хребта та бічних хребтів, що відходять від нього. Вони досить рівні, тому вершини, за винятком Радзейової та Явожини, характеризуються незначною відносною висотою (виразністю). Крім того, район характеризується великим лісовим покривом. За винятком низинних районів, що прилягають до міст, тут відносно мало галявин та луків порівняно з навколишніми гірськими хребтами.

## Межі
Згідно з фізико-географічним районуванням Польщі, розробленим Єжи Кондрацьким, Сондецький Бескид обмежений на заході долиною річки Дунаєць, яка відділяє їх від хребта Горце, а на північному заході — Острівними Бескидами. На півночі межує з Сондецькою долиною. На північному сході та сході долина річки Кам'яниця, перевал Кшижувка, річка Мохначка, верхів'я річки Мушинка та Тилицький перевал є кордоном з Низькими Бескидами (Грибовськими горами). Південно-західний кордон з П'єнінами утворюють річка Дунаєць, долина Грайцарик, долина річки Бяла Вода та перевал Роздзель, проте вапнякові породи на північній стороні річища Бялої Води, хоча топографічно розташовані в горах Сондецький Бескид, структурно та геологічно належать до Малих Пенін. З боку Словаччини від перевалу Роздзель кордон проходить долиною потоків Роздзель і Велкі Липник, потім південно-східні схили Любовнянських гір спускаються до Спішсько-Шаришського міжгір'я. Південний кордон між Лелуховськими та Чергівськими горами утворює потік Смеречек, а далі — вододільний хребет між басейнами річок Тепла та Попрад.

## Водна мережа
Територія Сондецького Бескиду належить до басейну річки Дунаєць у вододілі Балтійського моря. Єдина велика річка, що протікає через регіон, — це Попрад, тоді як Дунаєць обтікає його із заходу та півночі, слугуючи його кордоном. Більшість водотоків — це численні струмки, що стікають з гір, протікаючи через долини, що лежать найчастіше між бічними гірськими хребтами. Струмки впадають безпосередньо в річки Дунаєць або Попрад, або через менші річки на кордоні регіону, такі як Грайцарик, Кам'яниця або Мушинка. У Сондецькому Бескиді мало водосховищ, в основному невеликі зсувні озера, прикладом яких є Млака в природному заповіднику Баніська.

## Природа
Спочатку, до того, як тут оселилися люди, весь Сондецький Бескид був вкритий лісами. У горах це був переважно карпатський буковий ліс, де переважав бук звичайний, з домішкою ялиці білої та явору. Лише в деяких місцях залишилися фрагменти цього первісного лісу, недоторкані діяльністю людини. Клени зараз рідкісні, але в минулому вони, мабуть, були набагато поширенішими. Про це свідчать численні географічні назви, похідні від явора, навіть у місцях, де цей вид більше взагалі не зустрічається. Однак бука залишилося ще багато, бо в минулому його вважали деревом, непридатним для будівельних цілей. Фрагменти карпатського букового лісу охороняються в кількох заповідниках. Ділянки, де вирубували ліси, потім засаджували хвойними деревами, переважно ялиною, яка в нижньому гірському поясі є видом, завезеним людиною. Природними ялинниками вважаються лише смерекові ліси у верхніх частинах Радзейова, Зломистого Верху та Велкого Рогача. Уздовж струмків та річок є прибережні заплавні ліси, а на крутих схилах над річками Попрад та Дунаєць — невеликі фрагменти дубово-грабових лісів. Дуже рідкісним місцем є збережений природний фрагмент липового лісу, що охороняється в природному заповіднику Оброжиський липовий ліс.
Попри багатовікове заселення, регіон характеризується відносно великим лісовим покривом. За винятком низинних районів, що прилягають до міст, тут відносно мало галявин та луків порівняно з навколишніми гірськими хребтами. Граф Адам Стадницький, колишній власник цих територій, зробив великий внесок у захист лісів.
Різноманітність видів рослин досить велика. Тут більша кількість гірських видів, ніж у сусідньому та північнішому гірському пасмі Острівні Бескиди. Серед рідкісних рослин, знайдених у Польщі, були такі: комашник мухоносний, крупка гайова, гвоздики пишні, кизильник чорноплідний, ряст рутковий, конюшина паннонська, скрученик спіральний, оман плямистий, будяк двоколірний, будяк бичачий, осот різнолистий, гронянка багатороздільна, поросинець плямистий, первоцвіт борошнистий, вероніка кропиволиста, ласкавець довголистий, осока гребінчаста, мятлик штирійський, глевчак однолистий, вовчок білий.

## Туризм

### Пам'ятки
Район є дуже привабливим з погляду туризму, головним чином завдяки прекрасним ландшафтам (ущелина річки Попрад), численним курортам (мінеральні води), багатій культурній спадщині регіону (наприклад, Шлях дерев'яної архітектури), фольклору.
Найбільшими туристичними центрами є курортні міста та села, розташовані біля джерел та водозаборів мінеральної води, такі як: Криниця-Здруй, Мушина, Північна-Здруй, Ритро, Жеґестів, а також Щавниця, розташована на межі хребта Радзейова та Малих П'єнін. У Криниці, Мушині, Верхомлі Малій і Сухій Долині, що належить до Північної-Здруй, є комплекси підіймачів і трас. Одна з найпопулярніших — Явожина Криницька, до якої можна дістатися гондольним підіймачем з долини Чорного Потоку в Криниці-Здруй. Він також працює влітку, возячи туристів до безлісої, мальовничої вершини.
У горах є багато пішохідних стежок, найважливішою та найдовшою з яких є головний бескидський маршрут, який пролягає вздовж головних хребтів Радзейова та Явожина. Також тут прокладено велосипедні маршрути, і навіть проходить трансбескидська кінна стежка. Порівняно з сусідніми гірськими хребтами, тут мало оглядових майданчиків. Найважливіші та найвідоміші: Пшегиба, вежа на Радзейовій, Великий Рогач та Явожина Криницька. Це також найпопулярніші вершини регіону серед туристів.
Інші привабливі туристичні пам'ятки включають скелі (наприклад, Чортів камінь на схилі Явожини, Камінь Святої Кінги під горою Скалкою) або невеликі водоспади на потоках, такі як Заскальник чи Великий водоспад. Тут також є пам'ятки — руїни Ритрівського замку та замку в Мушині, церква в Язовську та об'єкти Шляху дерев'яної архітектури, до яких належать: дерев'яні будівлі Криниці, православні церкви та інше у Поворазнику, Щавнику, Верхомлі Великій, Милику та Злоцькому, а також костел у Тиличі.
У Попрадській ущелині, між Північною та Ритро, організовується рафтинг по бурхливій воді.

### Притулки
Туристи, які проходять стежками, можуть зупинитися на ніч у п'яти притулках PTTK та у приватних закладах:
- Пастуша хатина поблизу Бересника
- Притулок PTTK на Пшегибі
- Притулок PTTK на Галі Лабовській
- Пастуший будиночок PTTK над Верхомлею
- Притулок PTTK на Явожині Криницькій
- Котедж на горі Сірла
- Котедж біля Нємцової
- Котедж у місті Магори
- Котедж Wątorówka на Obidza[13]

### Туристичні маршрути
Стежки по хребту Радзейова

 Головна Бескидська стежка на ділянці: Коростенко-над-Дунайцем — Гронь — Дзвонкувка — Пшеленч Прислоп — Скалка — Притулок ПТТК на Пшегибі — Зломистий Верх — Пшеленч Длуга — Радзейова — Пшеленч Жлобки — Велкі Рогач — Немцова — Кордовец — Ритро
 Щавниця — Бриярка — Притулок PTTK під Берешником — Дзвонкувка — Явожинка — Окроґліца Південна — поромна переправа через Дунаєць — Лонцко
 Щавниця — Черемха — PTTK притулок на Пшегибі — Вєтжнє Джюри — Вдзари Ніжне — Велика Розтока Долина — Ритро
 Щавниця — Куні Верх — Черемха — PTTK притулок на Пшегибі — Бєдзіковка — Язовсько
 Явірки — Покривиско — перевал Обіджа — перевал Громадзка — Косаржиська — Північна-Здруй
 Яворки — долина Бяла Вода — перевал Роздзела
 Перевал Роздзела — Щоб — перевал Громадзка — перевал Обіджа — Великий Рогач
 Перевал Громадська — Еліяшувка — Північна-Здруй
 Північна-Здруй — Камєни Гронь — Немцова
 Барчіце — Вджари Нижнє
 Старий Сонч — Мощениця-Вишня — перехрестя на Великій Перегибі
 Тильманова — Річка — Явожинка
Стежки по хребту Явожини Криницької

 Головна Бескидська стежка на ділянці: Ритро — Схронисько Цирла — Явожина Кокущанська — Буковинський перевал — Гала Пизана — Верх над Камєнєм — Притулок PTTK на Галі Лабовській — Гола — Рунек — Чубаковська — Явожина Криницька — Долина Чорний Потік — Криниця-Здруй.
 Барчіце — Воля-Кроґулецька — Маковиця — перехрестя маршрутів (червоного та зеленого)
 Новий Сонч — Пореба Мала — Железнікова-Мала — Над Гарбєм — Вільче Доли — перехрестя стежок (червона та синя)
 Навойова — доступ до біля Вовчого
 Фрицова — Велкі Гронь — Соколовська Гора — Гала Пісана — Перевал Буковина — Гронь — Північна-Здруй
 Лабова — Лабовець — PTTK притулок на Галі Лабовській — Ломниця-Здруй — Бучник — Північна-Здруй
 PTTK притулок на Галі Лабовській — Варгульшанські гори — Сьодло под Парховатка — Ломніца-Здруй
 Криниця-Здруй — перевал Кшижова — Драб'якувка — Чубаковська — Рунек — Баковка PTTK над Верхомлею — Пуста Велька — Жеґестів
 Kopciowa PKS — Явожинка — перевал Бяла — Драб'якувка — стоянка Кжижова — Кжижова — Криниця-Здруй
 Криниця-Здруй — перевал Кжижова — притулок PTTK на Явожині Криницькій — Явожина Криницька — Злоцьке — Мушина
 Мушина — Щавник — Чертези — каплиця під Явожинкою — Пуста Велька — Жеґестів
 Жегєстув — Велика Порожнеча
 Верхомля Велика — Верхомля Мала — PTTK сховище над Верхомлею.
Існують туристичні відзнаки про підкорення вершин Сондецького Бескиду. Перша з них, Корона Сондецького Бескиду, що вручається за підкорення 35 вершин, була заснована у 2014 році відділенням PTTK «Бескид» у Новому Сончі. Другий значок, Підкорювач Корони Сондецького Бескиду, за підкорення 20 вершин, був заснований у 2015 році Клубом підкорювачів гірських корон Республіки Польща.

## Охорона природи
Більша частина території Сондецького Бескиду охоплена ландшафтним парком Попрад та спеціальною зоною охорони середовища існування Остоя Попрадзка. На його території також створено багато природних заповідників:
- Хребет Радзейова
  - Природний заповідник Баніська
  - Заповідник Клодне над Дунайцем
  - заповідник Над Котельничим Потоком
  - Природний заповідник Пуста Велька
- Хребет Явожина Криницька
  - Барновецькій природний заповідник
  - Природний заповідник Лембарчек
  - Заповідник Липовий ліс Оброжиський
  - Лабовецький природний заповідник
  - природний заповідник у Лосі (закритий у 2011 році)
  - Угринський природний заповідник
  - Природний заповідник Верхомля
  - Заповідник Жебраче
- Лелуховські гори:
  - Природний заповідник Хайник
  - Природний заповідник Конфедеративних окопів